# 小千谷市立東小千谷中学校
小千谷市立東小千谷中学校（おぢやしりつ ひがしおぢやちゅうがっこう）は、新潟県小千谷市東栄三丁目に所在する市立中学校。

## 概要
1947年に開校。略称は「東中」（とうちゅう）。

### 生徒数
- 全校生徒数220名（1年69名・2年82名・3年69名、2008年度）。
- 全校生徒数226名（2009年度）

## 沿革
- 1947年5月20日 - 小千谷町立薭生中学校として開校。薭生小学校（現・東小千谷小学校）内に設置。
- 1948年11月18日 - 薭生小学校の西隣の新校舎へ移転。
- 1950年12月24日 - 現在地の新校舎へ移転。
- 1954年3月10日 - 市制施行に伴い現校名に改称。
- 1955年4月1日 - 浦柄・横渡地区の生徒を長岡市立六日市中学校より編入。
- 1956年9月1日 - 南校舎4教室、体育館の一部を増築。
- 1960年12月12日 - 北校舎4教室、南校舎1教室を増築。
- 1969年7月16日 - 新校舎竣工。
- 1971年2月16日 - 体育館竣工。
- 1987年4月1日 - 東山中学校を統合。

## 校歌
- 作詞 遠山夕雲
- 作曲 今井虎夫

## 部活動
- 科学部【廃部】
- サッカー部【廃部】
- 吹奏楽部
- スキー部（特設）
- 造形部
- ソフトテニス部【廃部】
- 卓球部
- バスケットボール部
- バレーボール部
- 野球部
- 陸上部

## 通学区域
#外部リンクを参照。

### 進学前小学校
- 小千谷市立東小千谷小学校
- 小千谷市立東山小学校

## 交通
- JR東日本上越線小千谷駅徒歩6分